# Лаферова крива
У економији, Лаферова крива је приказ односа између могуће стопе опорезивања и резултујућег нивоа прихода. 
Једна од најважнијих спорних проблема модерне економске теорије је везано за утицај пореског оптерећења на економску активност људи, као и национални буџет. Више од четири деценије је прошло од времена када је амерички економиста, Артур Лафер, нацртао криву који описује зависност националних пореских прихода буџета од пореских стопа и према којој у почетку, са повећањем у пореских стопа, порески приходи расту навише, међутим, пошто је достигао одређену тачку (тзв. Лаферову тачку), на којој порески приходи достигну свој максимум вредности, они почињу да падају. Таква зависност, такође познат као Лаферов ефекат, у неким радовима се назива Лаферов закон. 
Лаферова крива је највидљивија илустрација кључних постулата у економији понуде. Очигледно, „атрактивност“ идеје на којима је Лаферова крива заснована, као и њена једноставност, утицала је на Роналда Регана, који је био кандидат за председника, а касније и председник, толико да је постала основа економске политике (Реганомика) у САД, без обзира на скептичне ставове многих истакнутих економиста тог времена према Лаферовој криви. Несумњива јасност и једноставност којом се графички илуструје зависност прихода од пореза постепено је добијала на популарности. Касније, Теорија економије понуде не само да је постала предмет истраживања од стране ММФ-ових експерата већ је и једно време била призната као део ММФ-овог програма.
Лаферова крива се изучава у сваком од свјетских уџбеника из области економије, од којих многи заступају критички став према концепту. Постоји већи број новијих радова усмерених на изучавање математичких и емпиријских импликација Лаферове криве. Тако је Лундберг у 2017. години урадио опширну анализу Лаферове криве за 27 земаља ОЕЦД.
Многи истраживачи претпостављају постојање Лаферове криве као нешто дато априори. Број радова који су дизајнирани да би се утврдио ниво зависности од специфичних пореза на Лаферову криву је велики. Конкретно, они су показали да је оно што ова крива најбоље описује зависност прихода од пореске стопе ПДВ-а, међутим, мора се приметити да је применљивост Лаферове криве за неке категорије пореза веома дискутабилна. 
Лаферова крива претпоставља да како пореске стопе расту непрекидно од нуле, порески приходи ће порасти до неког максимума после којег ће порески приходи пасти. Ова крива је постала позната почетком 1980их, када су теоретичари економије понуде тврдили да би ниже пореске стопе дале значило веће приходе јер су постојеће цене биле превисоке да би максимизирале порески приход, то јест, пореске стопе су биле толико високе да је се мање опорезивало и производило роба, а тиме и укупан ефекат је био нижи порески приходи. Положај криве зависи и од понуде и тражње, еластичности, потрошње и производње, као и других околности у привреди. 

## Појам
Лаферова крива показује да је порески приход нулти у два случаја – уколико је пореска стопа нулта и уколико је пореска стопа сто. У тачки А је остварен максимални порески приход. Уколико се привреда налази десно од тачке А смањивањем пореске стопе може се повећати порески приход. Лаферова крива показује да увек постоје две тачке које дају исте укупне пореске приходе. Тачке Б и Ц дају исте пореске приходе иако је пореска стопа у тачки Ц знатно већа него у тачки Б. Представници економије понуде су сматрали да се већина привреда налазила десно од тачке А, тако да би смањивање пореза резултовало у расту и пореског прихода и укупног обима производње.
Ако је пореска стопа десно до тачке А, онда је смањивањем пореске стопе могуће смањити и инфлацију. Привреда би остварила већи обим производње као резултат додатних економских подстицаја, влада би добила додатне пореске приходе и као резултат оба ефекта остварило би се смањење нивоа цена.
Лаферова крива не говори да ли ће или не, смањење пореза повећати или смањити пореске приходе, то зависи од пореских стопа и пореског система у датој земљи, правног система (нпр. пореских рупа итд. којима би се избегавало опорезивање). У том контексту Артур Лафер прави разлику између аритметичких ефекта и економских ефекат. Аритметички ефекат значи да ће снижавање стопе пореза резултовати смањењем пореских приходи за износ смањења стопе. Економски ефекат идентификује позитиван ефекат нижих пореских стопа на рад, производњу и запосленост и стога даје подстицаје за повећање ових активности, а тиме и повећање пореских прихода. Ако економски ефекат примаши губитке настале по основу аритметичког ефекта, онда ће држава и поред смањења пореске стопе остварити повећање пореског прихода. 

## Историјско порекло појма Лаферове криве
Први пут се термин Лаферове криве појавио под тим именом у чланку Порези, приходи и 'Лаферова крива', који је написао Јуде Ванискија 1978. Како је Ванискија приметио у свом чланку, Артур Лафер је нацртао криву на салвети током вечере у ресторану, већ 1974. да би приказао нагодбу између пореских стопа и пореског прихода. 
Лафер сам не тврди да је измислио концепт, приписујући га четрнаестовековном муслиманском научнику Ибн Халдуну. Између осталог, Дејвид Хјум је изразио сличне аргументе у свом есеју Порези из 1756, као и његов колега шкотски економиста Адам Смит, двадесет година касније. Такође и Кејнс је дао велики допринос.
Високе таксе, доводе понекад до смањења потрошње робе, а понекад и подстицања шверца, често ће приуштити мањи приход него што се може добити из више умерених пореза – Богатство народа, Адам Смит.
Године 1924, секретар трезора Ендру Мелон је написао: „Изгледа да је тешко за неке да схвате да високе стопе опорезивања не мора да значе велики порески приход, и да се више прихода често може добити по нижим стопама." Остваривање свог схватања да је "73% од ништа је ништа“, он се залагао за смањење стопе пореза од 73% до евентуалних 24%.

## Оптимално опорезивање
Једна од употреба Лаферове крива је у одређивању стопе опорезивања који ће подићи максималну зараду (другим речима, „оптимизација“ наплате прихода). Међутим, приход максимизирање стопе не треба мешати са оптималном пореске стопе, што економисти користе да опишу порез који подиже дату количину прихода са најмањим дисторзија привреди. Порез изазива чист губитак у економији, и утицај ове потребе треба узети у обзир у вези са износу од прихода подигао. Такође треба узети у обзир и еластичност понуде и тражње јер и она утиче на висину пореског прихода и чистог губитка. На слици су приказани различите пореске стопе и односи пореског прихода и чисто губитка, затим континуирани раст чистог губитка и Лаферова крива.

## Лаферова крива и Оливера-Танзи ефекат
Оливера-Танзи ефекат објашњава раст пореских прихода, као и смањивање пореске основице због релативно високе инфлације. У условима инфлације држава може да повећа пореске приходе додатним повећањем стопе инфлације и по основу инфлационог пореза повећава своје приходе до одређеног максимума. Након те тачке смањење новчане масе пропорционално више опада од повећања стопе инфлације. Овај ефекат је нарочито изражен у условима хиперинфлације када на почетку имамо повећање пореских прихода, а како се инфлација захуктава почиње да опада новчана маса којом људи располажу а тиме се смањују и приходи по основу инфлационог пореза. Пример: Ако у нормалним условима имамо удео новчане масе у БДП око 20-25% у условима хиперинфлације због неповерења према новцу тај удео знатно опада. Тако на пример у СР Југославији јануара 1994. године тај удео је био свега 0,2% БДП.

## Нео-Лафер крива
Различити напори су учињени да се квантификује однос између прихода од пореза и пореске стопе (на пример, у Сједињеним Државама од стране Конгресне буџетске канцеларије). Док интеракција између пореских стопа и пореских прихода је општеприхваћена, прецизна природа ове интеракције се расправља. Однос између стопе пореза и пореског прихода је вероватно да варира од једне до друге економије што зависи од еластичности понуде рада и разних других фактора. Чак и у оквиру једне земље, карактеристике криве могу варирати током времена. Сложености као што су евентуалне разлике у подстицају за рад за различите групе примањима и прогресивно опорезивање компликују задатак процене. Структура криве може бити промењена од стране политичких одлука. На пример, постојање пореских рупа и оф-шор пореских рајева који су доступни по закону.
Критичари тврде да је претпоставка да крива треба да буде једноставна, глатка и емпиријски идентификовати не падају на терет од стране реалног света доказа. 

## Истраживање о приходима максимизира пореске стопе
Економиста Павле Пецорино представио је модел 1995. по коме предвиђени врхунац Лаферове криве се догодио у пореским стопама око 65%. Године 1981. чланак објављен у Journal of political economy представио је модел интеграције емпиријских податка који указују да тачка максималних пореских прихода у Шведској 1970. би била 70%. Недавно су Трабандт и Ухлиг на НБЕР представили модел који је предвидео да САД и већина европских економија су на левој страни Лаферове криве (другим речима, да ће повећање пореза додатно повећати приходе). 
Студија Адам Смит Института користећи доказе из Републике Ирске је предложила да оптимална стопа пореза на капиталну добит, за разлику од пореза на добит, буде око 20%. Студија 2007, The American Enterprice Institute, каже да максимизирање стопе за корпоративне порезе у земљама ОЕЦД-а је била око 26%, пад са око 34% у 1980. 
Адам Смит Институт наводи у извештају за 2010. да је 1997. Влада у Ирској преполовила је стопу опорезивања реализованих капиталних добитака са 40% до 20% Тадашњи министар финансија, Чарли Мекреви (енгл. Charlie McCreevy), био је жестоко критикован по том основу. Он се супротставља предвиђајући да ће приходи значајно порасти као резултат ниже пореске стопе. Приходи су порасли знатно, готово утростручавања у ствари, и увелико премашила званична предвиђања .

## Корупција, утаја пореза и Лаферова крива
За корумпиране званичнике, виша пореска стопа представља могућност већег договора мита. Већа стопа мита може такође повећати број корумпираних званичника како се повећава превазилажење имплицитних моралних или психолошких препрекама за некадашње поштене функционере. Порески обвезници с друге стране, одговарају стратешки мењајући износ прихода који обелодањују. Нето приход је крајњи резултат ових стратешких потеза од стране пореских обвезника и званичника. 

## Теоријска оправданост
Да би илустровали снажне и благотворне ефекте пореских олакшица Артур Лафер узима резултате три главна програма смањења пореза у америчкој историји. Та три примера су Хардинг-Кулиџ смањење пореза од 1920их, Кенедијево смањење пореза 1964. и Реганове пореске олакшице 1981. 

### Хардинг-Цолидге смањење пореза
Савезна прогресивна стопа пореза на доходак од 7% који је уведен 1913. је порастао, делом због Првог светског рата, на 77% у 1918. Програмом Хардинг-Кулиџ смањења пореза ова стопа је касније смањена на 25% 1925. Тај програм је у потпуности реализован. Према америчким буџетским табела савезни порески приходи су пали у просеку 12,6% (9,2% инфлација кориговање) на четири године пре 1925. Исто анализа за четири године након пуне примене пореског реза показала просечан пораст од 0,2% (0,1% инфлација кориговање). Коришћење истих периода анализу БДП и незапослености, показује да је стопа раста БДП од 2% била пре пореских олакшица и 3,4% после пореских олакшица. Цифре за стопу незапослености показују стопу од 6,5% и 3,1% после смањења пореза. Према речима Артура Лафера порески рез урадио је управо оно што економска теорија сугерише смањењем стопе пореза. За оне који зарађују више од 100.000 УС $ годишње то је резултовало у повећању удела у укупним приходима од пореза са 29,9% у 1920 на 62,2% у 1929. У исто време удео од прихода класе до 25.000 $ је значајно пала. 

### Кенедијево смањење пореза
У освит Депресије и Другог светског рата врх маргиналне стопа пореза на доходак порастао је нагло да би достигао стопу изнад 91% током почетка председничког мандата Кенедија. У 1963. Кенеди предлаже план смањења пореза, да се смањи горњи маргиналној стопи порезу на доходак са 91% на 70%. Након његовог атентата, 1965. године, исти бива одобрен од стране Конгреса.
У четири године пре 1965. смањења пореских стопа, савезни порески приходи – прилагођени за инфлацију – повећавали су се по просечној годишњој стопи од 2,1%, док укупан приход од пореза је повећан 2,6% годишње. У четири године након пореског реза, савезни приход од пореза на доходак порастао је за 8,6% годишње и укупни приход од пореза је повећан за 9,0% на годишњем нивоу.
Кенедијево смањење пореза представљало је пример који председник Роналд Реган следи касније неких 17 година. Повећањем подстицаја да раде, производе и инвестирају, реални раст БДП порастао је у годинама након смањења пореза: више људи је радило, а пореска основица се проширила.
У односу на 1920. реални раст БДП-а само незнатно се променило у периоду смањења пореза – то јест прешао је од 4,6% до 5,1%. Ипак, стопа незапослености показала је значајнију промену и померила се од 5,8% на 3,9%. 

### Реганомика
Лаферова крива и економија понуде инспирисла је Реганомику и Кемп-Рот смањења пореза од 1981. Заговорници смањења пореза су тврдили да ће ниже пореске стопе генерисати више пореских прихода, јер су у Сједињеним Држава маргиналне пореске стопе пре закона били на десној страни криве. Током Регановог председавања, маргинална стопа пореза у САД пала је са 70% на 31%, док је приход наставио да расте током његовог мандата. Према историјским ЦБО табелама, порези као проценат БДП-а пали су са 9,4% у 1981 на опсег од 7,8% до 8,4% 1989. 
Економиста Џон Кенет Галбрајт сматра да је Реганова администрација активно користио Лаферову криву „да смањи таксе на богатије." 

### Лаферово виђење Реганомике
Између 1978 и 1982, економија је расла по годишњој стопи 0,9% реално, али од 1983 до 1986 та годишња стопа раста повећана је на 4,8%. Стопа незапослености, која је достигла врхунац од 9,7% у 1982, почела је сталан пад, достигавши 7,0 процената до 1986, а 5,3% када је Реган напустио дужност у јануару 1989. 
Током четири године пре 1983, савезни порески приход опадао је по просечној стопи од 2,8% годишње, а укупан порески приход је опао по годишњој стопи од 2,6%. Између 1983 и 1986, савезни порески приход порастао је за 2,7% на годишњем нивоу, а укупан порески приход порастао је за 3,5% на годишњем нивоу. 

## Критике
Већина данашњих економских уџбеника су критични према Лаферовој криви али критика Лаферове крива се може наћи и од времена када је она била део званичне економске политике САД у време Регана. Чак и поједини коаутори Артура Лафера нашли су неке доказе да су примери које сам горе објаснио не баш толико убедљиви. Године 1986, Цанто, Јоинес и Веб користећи Моноваријантне време серије модела за анализу ефеката на Кенедијевим и Регановим смањењем пореза. Приликом оцењивања Кенедијевих пореских олакшица њихов кључни закључак је да анализа 1964 државног буџета која предвиђа смањење пореза, нема добре доказе да порески приход је већи током фискалне године 1964-1966 него што би био без пореских олакшица " 
Још занимљивије су њихови закључци Реганових пореских олакшица. Осим Лафера који види смањење пореза као потпуни успех који је резултовао повећањем пореских прихода, они су дошли до супротног закључка у својим израчунавањима као што се може видети из следећег закључка: „У ствари, кумулативни губитак наставио је да расте и за савезне приходе и укупно савезне, државне и локалне пореске приходе“.
У ретроспективном приказу, и угледни економисти, попут добитника Нобелове награде Џозефа Стиглица су прилично оштри критикујући Реганове пореске олакшице за пример као потпуни неуспех. „Артур Лафер, председник Реган, и други који су тврдили да су се порески приходи повећали су допринели катастрофално лоше за фискално здравља те земље. 
Дакле, поставља се питање да ли постоји начин да се израчуна оптимална пореска стопа за поједине земља. Ако би то било могуће онда би то могло да се користи као референтна тачка за анализу да ли или не пореске олакшице би, према моделу, резултирале у расту прихода. Обрачун такве оптималне стопе је критикован као једна од најслабијих тачака Лаферовог модела и економије понуде у целини (Мировски 1982). 
У 2005 они процењују да ли повећање пореских стопа резултата у смањењу економске активности као Лафер сугерише или се ова активност једноставно пребацује у скривени (црни сектор) привреде. 
За већину од 12 земаља ОЕЦД-а њихови резултати показују, да без обзира колико високо је спремност да се плати порез, оптимална стопа никад није испод 36% (Хеијман / Опхем 2005). Метјуз долази до закључка да је оптималан ЕУ ПДВ порез треба да буде у опсегу од 18% -19,3%. Али, ова стопа треба да буде само тачка референца. Трабандт и Ухлиг (2006) покушли су да одреде облик Лаферове криве за САД и ЕУ-15 земаља за период од 1975 до сада користећи једноставан неокласични модел раста. Резултати су веома интересантни у светлу аргумената који су се користили током 1980-их за лобирање за смањење пореза. 

## Пореске олакшице изван САД
Између 1979 и 2002, више од 40 других земаља, укључујући и Велику Британију и Белгију, Данску, Финску, Француску, Немачку, Норвешку и Шведску смањиле су своје највише стопе пореза на доходак. У чланку о овоме, Алан Реинолдс, виши сарадник у Цато институту , писао је, „Зашто толико других земаља тако драматично смањују маргиналне пореске стопе можда су под утицајем нове економске анализе и доказа из теорије економије понуде. Друго објашњење може бити да већа пореска стопа такође повећава ризик од утаје пореза према пореским рајевима, што указује да ће владе изгубити део прихода.

## Порески Трендови у Источноевропским земљама
Године 1994, Естонија је постала прва европска земља која је усвојила јединствену пореску стопу , (26%). Пре усвајања паушалног порез, Естонија је имала осиромашену привреду која је буквално пропадала - што добитке након примене пропорционалног пореза чини још импресивнијим. У осам година после 1994, Естонија је имала стварног економског раста просечно 5,2% годишње. Летонија након Естоније уводи годину дана касније 25% паушалног пореза. У пет година пре усвајања паушалног пореза, Летонијин реални БДП се смањио за више од 50%. У пет година након усвајања паушалног пореза, Летонијин реални БДП растао је по просечној годишњој стопи од 3,8%. Литванија је такође са 33% јединствене стопе пореза имала сличне позитивне резултате. 
Русија је такође увела јединствену пореску стопу. Порески приход у Русији је драматично порастао. Нови руски систем је једноставан, фер, и још много рационалније и ефикасније него што су раније користили. Појединац чији је приход само од плате не мора да поднесе годишњи повратак. Послодавац одузима порез од плате запосленог и преноси га до Пореске управе сваког месеца.  

## Економија понуде и Лаферова крива
Као резултат краха до тада владајуће ортодоксије, почетком 80-их година се појавила економија понуде као нова теоријска доктрина која је покушала да поврати консензус у макроекономији. Економија понуде је имала драж новог виталног система који је обећавао повратак поверења у слободно-предузетничку привреду. Али како Артур Лафер истиче „ економија понуде није ништа друго него класична економија преобучена у ново рухо
У оквиру економије понуде су се искристалисале две струје. Радикална, коју предводе Н. Тјур и А. Лафер, која сматра да смањење пореских стопа има снажне ефекте на повећање производње, укупних пореских прихода и обарање инфлације. Умерена струја коју предводи М. Фелдштајн истиче да смањење пореза има подстицајне ефекте на привредни раст преко повећања инвестиција и штедње. Ставови радикалне струје економије понуде данас се не сматрају валидним, иако су они доминирали у економској политици почетком 80-их, а неке идеје умереније струје још увек су предмет разматрања.
Основно теоријско начело економије понуде је да смањење пореза резултира повећању мотивисаности за инвестирањем и обављањем предузетне делатности, што утиче на повећање укупне производње. Повећање производње утиче на повећање понуде која доводи до пада цена.
Као аналитичко средство економија понуде користи Лаферову криву.
Главна замерка која се може упутити Лаферовој криви је то је исувише теоријски уопштена јер не даје никакав одговор на питање која је то оптимална пореска стопа која обезбеђује максималан порески приход при несметаном ангажовању фактора односно да ли се привреда налази у зони опадајућих или растућих пореских прихода. Оно што је могуће израчунати то је колико би требало да износи процентуално повећање дохотка да би се компензовао одређен проценат смањења пореза, али не постоје никакве гаранције да ли ће стварно доћи до раста дохотка. Сам Лафер никада није покушао да одреди која је то преломна тачка преласка из зоне опадајућих у зону растућих пореских прихода, али је криву обично цртао са тачком прелома око 50%. Већина економиста, данас, сматра да тачка прелома износи 80%. 
Економија понуде је у пракси доживела потпуни крах, а њене резултате је најбоље сумирао Тобин. Он истиче „ већина претпоставки везаних за остварење резултата економије понуде је обавијена неизвесношћу. Међутим, једино што је сигурно то је да ће доћи до редистрибуције дохотка, богатства и моћи – од владе ка приватним предузећима, од радника ка капиталистима, од сиромашних ка богатима. Међутим поред свега Лаферова крива је и данас предмет преиспитивања и емпиријског тестирања.
Пример. Уколико појединац има доходак 1000 динара, а пореска стопа је 20% то значи да укупан порез који плаћа појединац износи 200 динара. Уколико би се пореска стопа смањила са 20% на 14% у том случају да би се прикупио исти износ пореза појединац би морао да повећа свој доходак за 43% (да би остварио исти апсолутни износ од 200 динара). А ако неки појединци не би успели да повећају свој доходак за 43% то значи да би остали појединци морали да много више од 43% повећају свој дохотка да би укупна сума наплаћеног пореза остала иста.